# Turanogryllus dehradunensis
Turanogryllus dehradunensis är en insektsart som beskrevs av Bhowmik 1969. Turanogryllus dehradunensis ingår i släktet Turanogryllus och familjen syrsor. Inga underarter finns listade i Catalogue of Life.